# ニーウマルクト駅

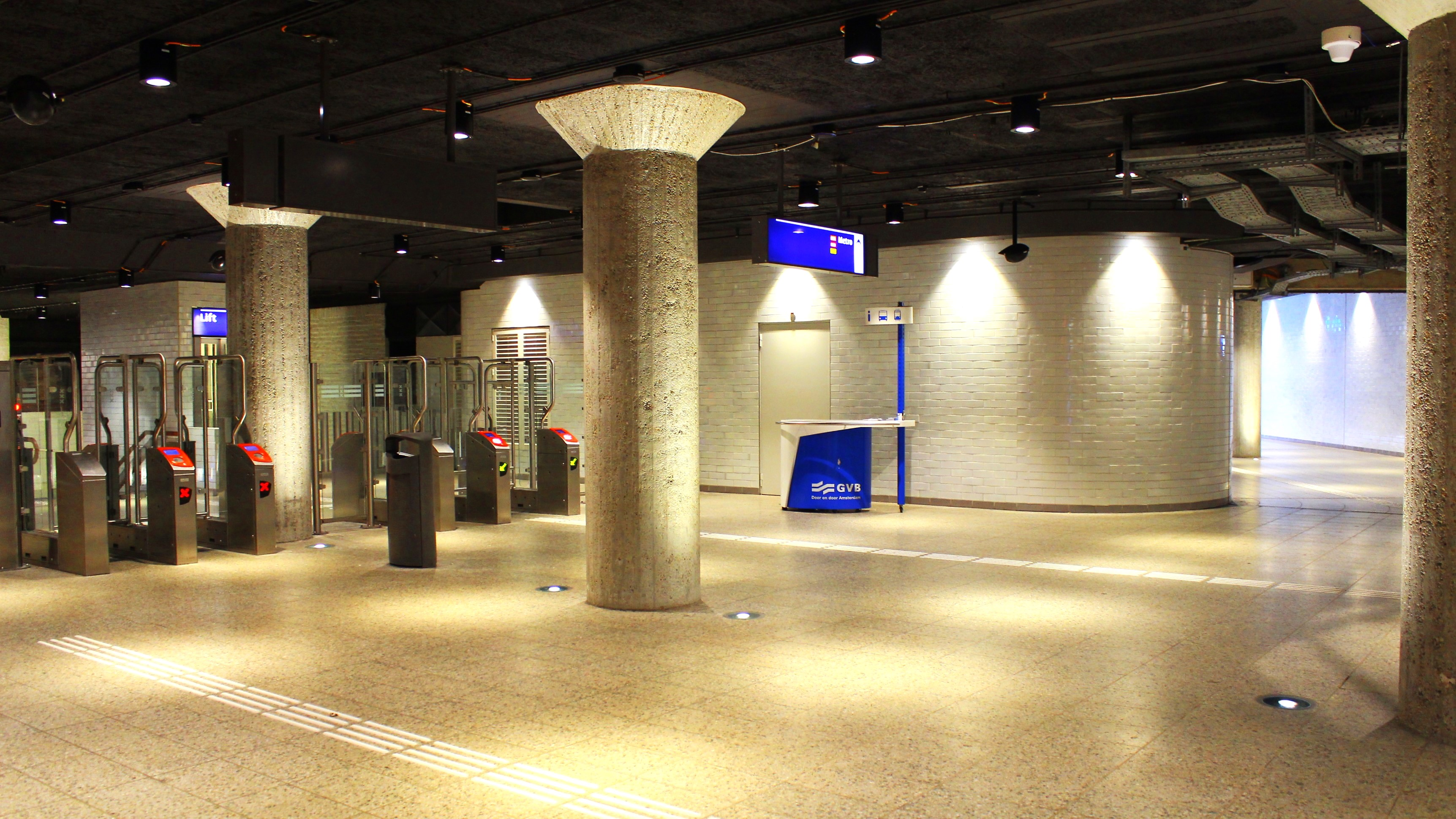

ニーウマルクト駅（ニーウマルクトえき、Nieuwmarkt）は、オランダアムステルダム中央地区にあるアムステルダムメトロの駅である。

## 利用可能な鉄道路線
アムステルダムメトロ
■51号線
■53号線
■54号線

## 駅構造
島式ホーム1面2線の地下駅。ホームは51号線・53号線・54号線の各路線で共用している。
のりば
| 東側 | ■50号線 ■53号線 ■54号線 | 中央駅方面                                     |
| 西側 | ■50号線                 | アムステル駅・南駅・ウェストウェイク方面       |
| 西側 | ■53号線                 | アムステル駅・ディーメン南駅・ガースペル湖方面 |
| 西側 | ■54号線                 | アムステル駅・ダイフェンドレヒト駅・ガイン方面 |

## 駅周辺
- ニーウマルクト広場
- 計量所

## 歴史
- 1980年10月11日 - 開業。

## 隣の駅
アムステルダムメトロ
■51号線・■53号線・■54号線
中央駅 - ニーウマルクト駅 - ワーテルロー広場駅